# Marc Laidlaw
Marc Laidlaw (nascido em 1960 em Laguna Beach, Califórnia) é um escritor estadunidense de ficção científica e terror e também um ex-designer de jogos afiliado à Valve Software. Ele é melhor conhecido por ter escrito Dad's Nuke e The 37th Mandala, e por ter trabalhado na série de jogos Half-Life. Ele anunciou sua saída da Valve Software em Janeiro de 2016, e disse que sua razão principal era por conta de sua idade, e que gostaria de voltar a escrever suas próprias histórias.